# حسام حمادة
حسام حمادة (18 اكتوبر 1968-23 يناير 2024) طبيب وأكاديمي فلسطيني، من مواليد مدينة غزة. تخرج من جامعة هيتوتسوباشي. شغل منصب مدير قسم الباثولوجي في مجمع الشفاء الطبي حيث ساهم في وضع بروتوكول لتنظيم العمل داخل دائرة الباثولوجي، وفعل خدمة المقاطع المجمدة، حيث ساهمت في تشخيص المرض أثناء العملية الجراحية في مدة لا تتجاوز 20 دقيقة، كما ساهم في إنشاء أرشيف الباثولوجي. عمل محاضراً في كلية الطب في جامعتي الأزهر والجامعة الإسلامية.
استشهد حسام أحمد حمادة وأفراد عائلته بتاريخ 23 يناير 2024 إثر غارة جوية على منزله الكائن في حي تل الهوى جنوب غرب مدينة غزة خلال الرد الإسرائيلي على عملية طوفان الاقصى.